# Chùa Thiên Bửu (hạ)

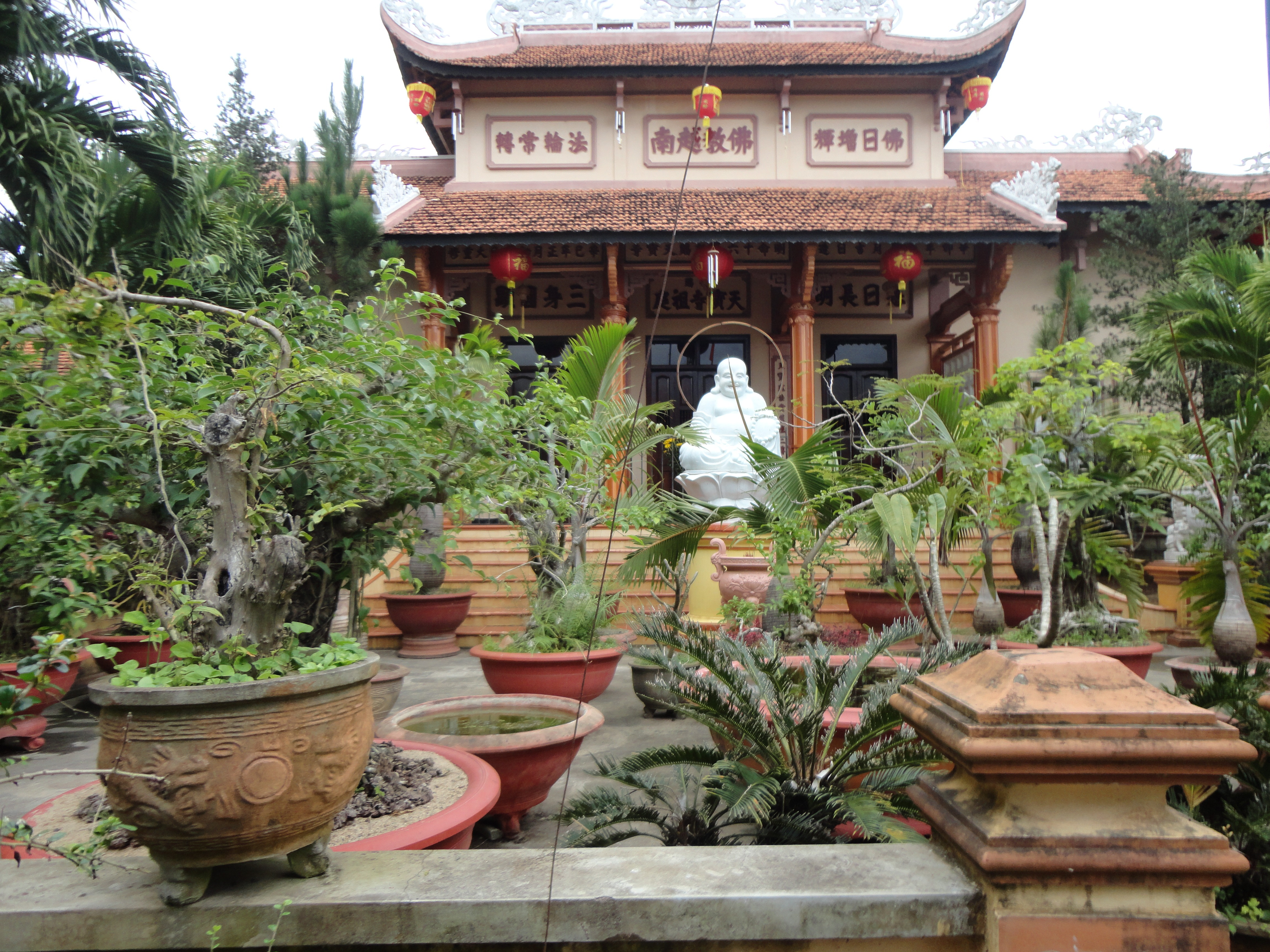
Chánh điện

Chùa Thiên Bửu (hạ) còn gọi là tổ đình Sắc tứ Thiên Bửu hay chùa Tổ, chùa Kỳ là một ngôi chùa cổ, tọa lạc tại thôn Bình Thành, xã Ninh Bình, thị xã Ninh Hòa, tỉnh Khánh Hòa, bên hữu ngạn sông Dinh như 2 câu thơ:
Thanh thủy đoạn phiền não
Cô thôn hiện già lam
Tạm dịch
Nước trong dứt phiền não
Thôn vắng hiện già lam
Phạm Đài (Ông Cửu Ba)
Chùa Thiên Bửu (hạ) thuộc vào hàng những ngôi chùa cổ nhất ở Ninh Hòa.

## Lịch sử

Một góc chùa Thiên Bửu

Năm 1653, Chúa Hiền Nguyễn Phúc Tần chiếm vùng đất của Chiêm Thành từ Đèo Cả đến sông Phan Rang, đặt dinh Thái Khang tức Khánh Hòa ngày nay, gồm 2 phủ Thái Khang (Ninh Hòa), Diên Ninh (Diên Khánh) và đưa dân vào định cư. Để đáp ứng nguyện vọng tâm linh của lưu dân thiền sư Tế Hiển, pháp hiệu Bửu Dương, là truyền thừa Lâm Tế Tông đời thứ 36, chi phái Thiền Liễu Quán, rời chùa Thiên Mụ (Huế) vào đất này (Khánh Hòa) khai sơn lập chùa Thiên Bửu (thượng) tại hữu ngạn sông Lốt và chùa Thiên Bửu (hạ) tại hữu ngạn sông Dinh vào khoảng những năm trước 1763.
Năm Minh Mạng thứ 16 (1835), ngài Liễu Bửu Huệ Thân trụ trì đời thứ tư của chùa được mời ra kinh đô dự "Thủy lục Đạo tràng" siêu độ trận vong quan binh vào tiết Trung nguyên, tháng Bảy và trúng tuyển kỳ khảo hạch của Bộ Lễ được sắc tứ giới đao và độ điệp. Hiện nay giới đao độ điệp còn lưu giữ tại chùa.

## Kiến trúc
Gian giữa Ngôi Chánh Điện đặt pho tượng Phật Thích Ca ngồi cao lớn sơn son thếp vàng, cùng nhiều tượng Phật khác như Phật A Di Đà, Phật Di Lặc v.v... Gian bên trái thờ Đức Quán Thế Âm Bồ Tát, gian bên phải thờ Ông, tức Quan Công. Nhà Tây thờ Vị Sơ Tổ Thiền Tông Bồ Đề Đạt Ma, cùng long vị của Tổ Tế Hiển-Bửu Dương và các vị Trụ trì tiền bối.
Chùa được trùng tu vào những năm 1950 – 1962 và năm 2001 – 2002. Chùa Thiên Bửu (hạ) được đánh giá là chùa đẹp nhất Ninh Hòa hiện nay. Đây cũng là tổ đình của hầu hết các chùa ở Ninh Hòa